# Westwoud

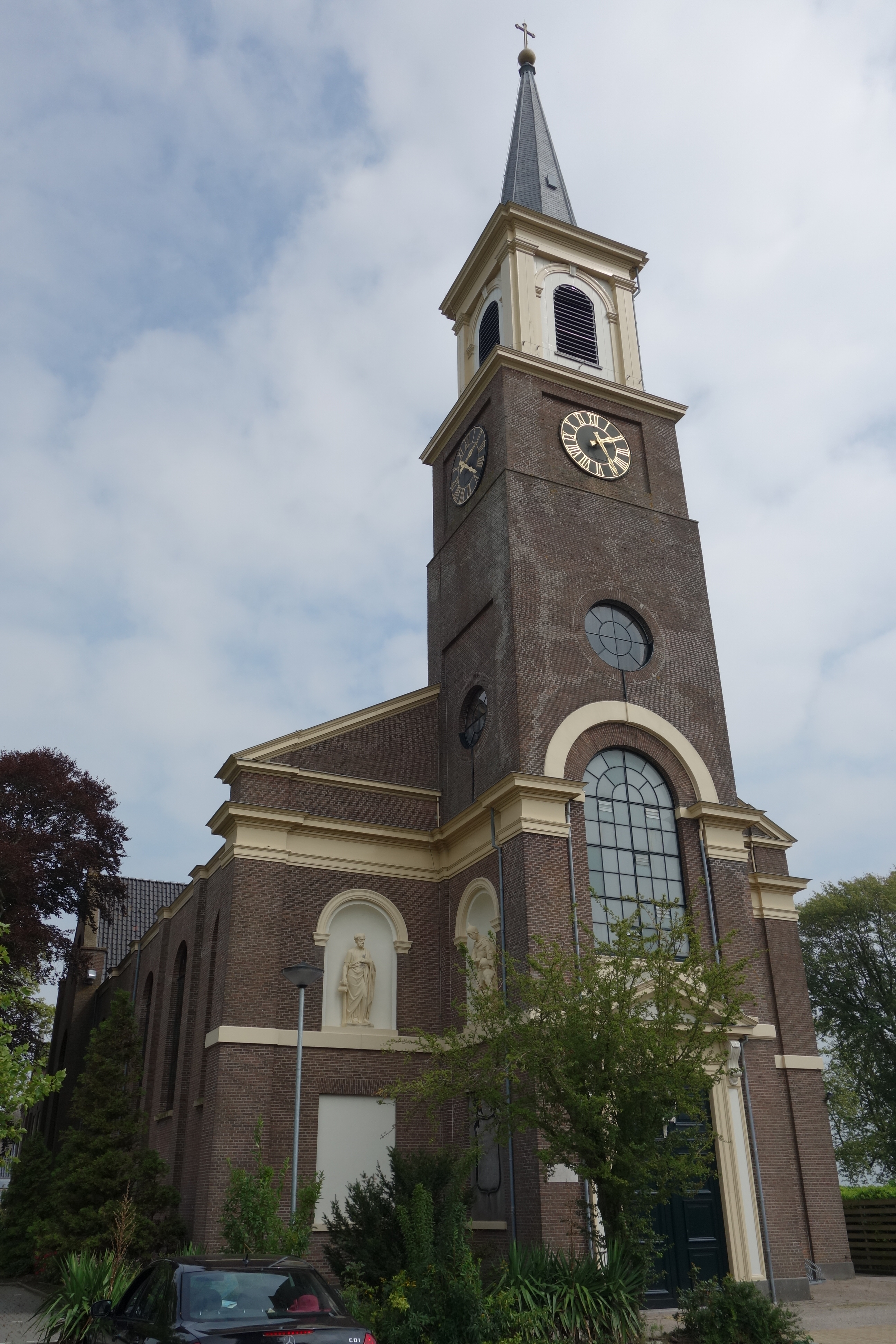
Westwoud: la chiesa di San Martino

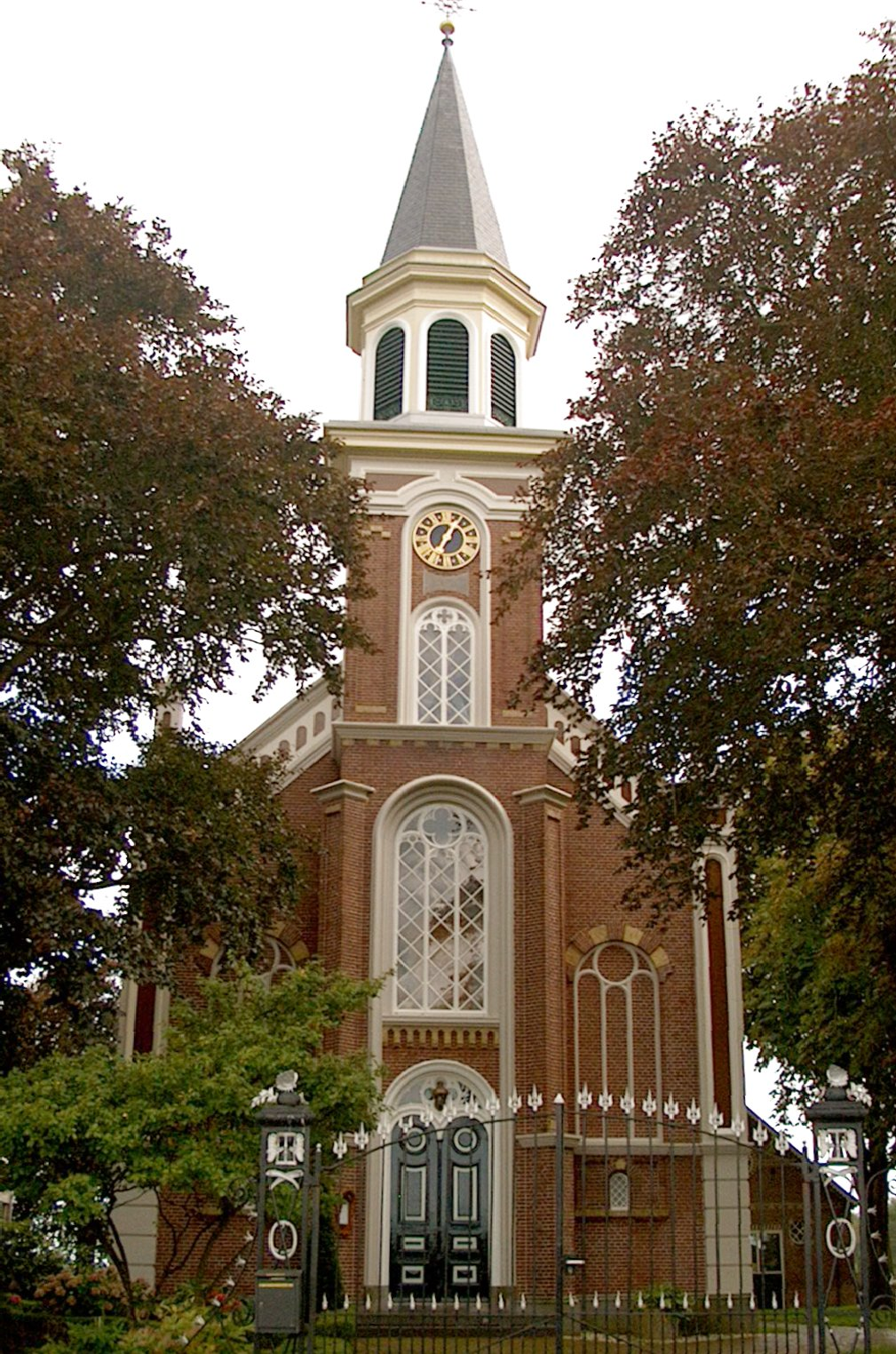
Westwoud: la chiesa protestante

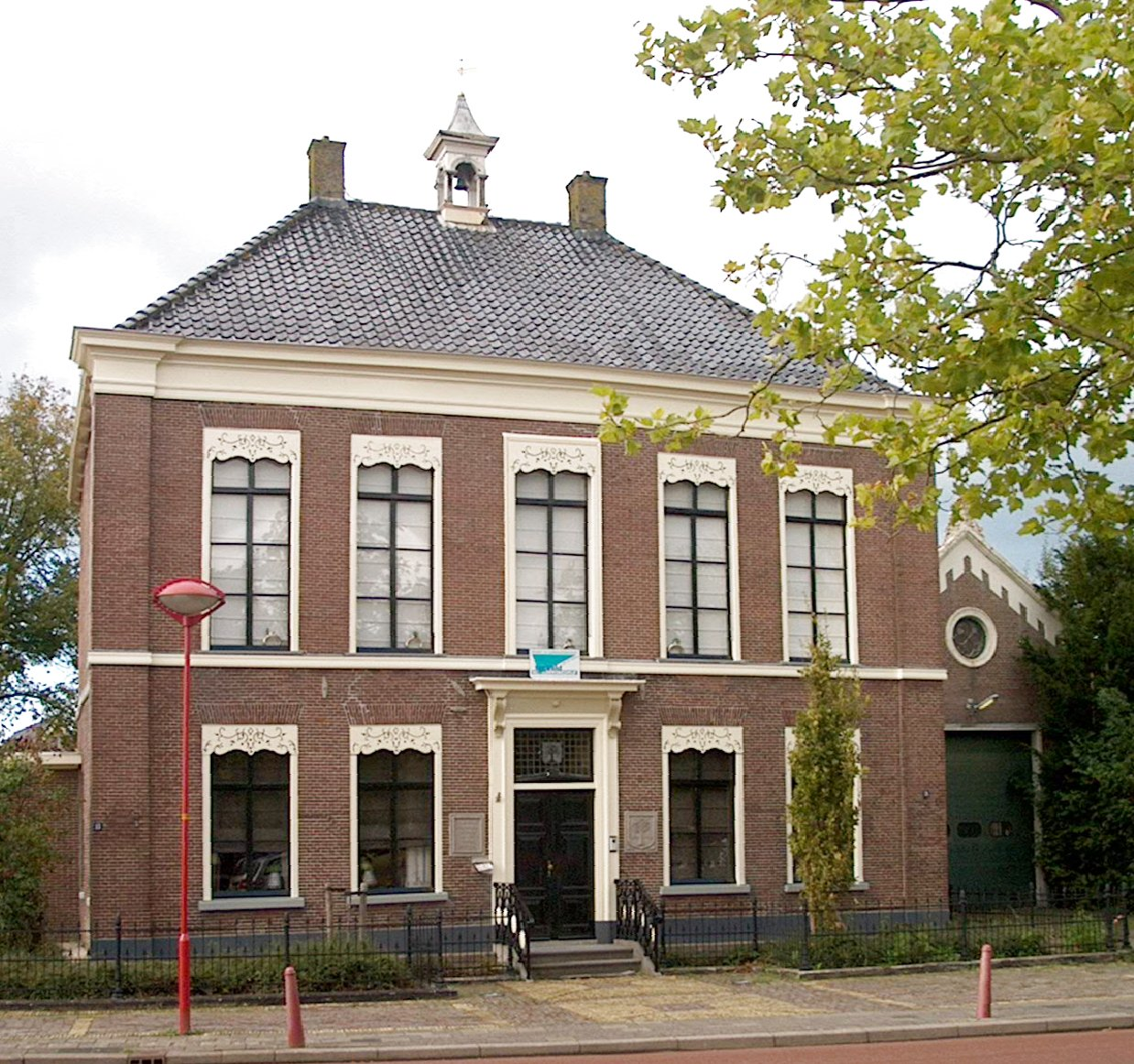
Westwoud: l'ex-municipio

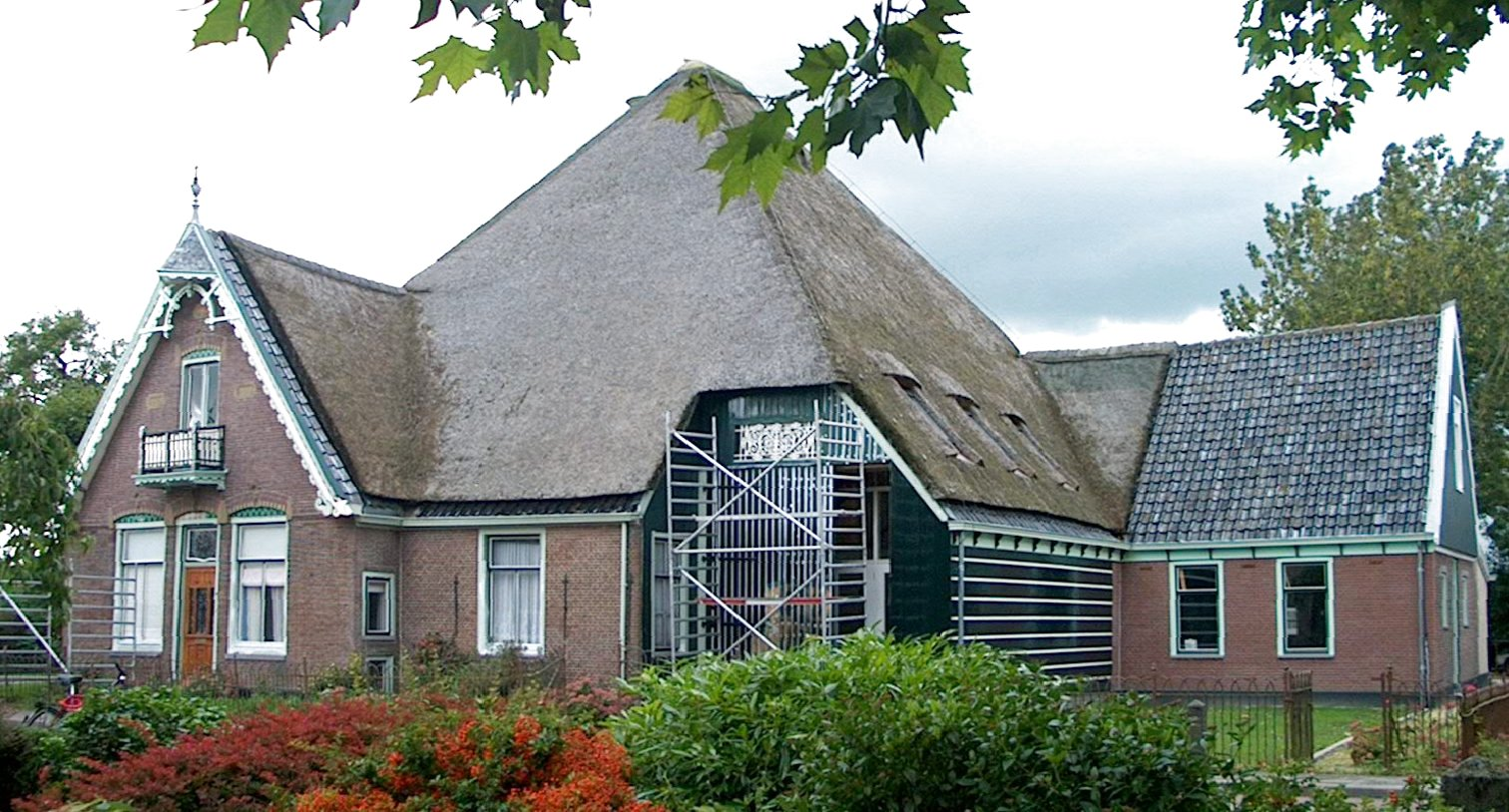
Westwoud: Martha Hoeve, antica fattoria

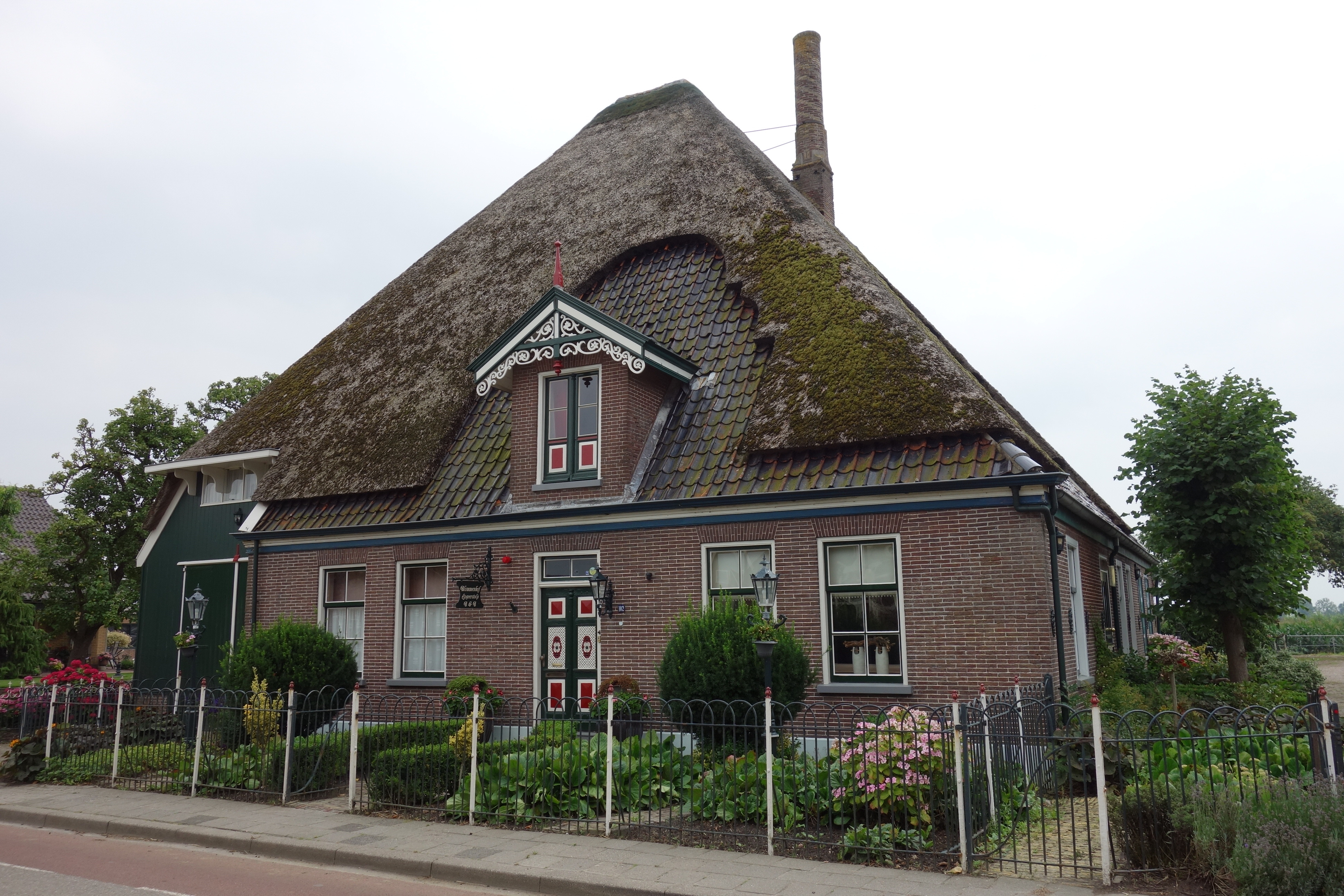
Westwoud: altra antica fattoria nella Dr. Nuijensstraat

Westwoud è un villaggio (dorp) di circa 1 800 abitanti del nord-ovest dei Paesi Bassi, facente parte della provincia dell'Olanda Settentrionale (Noord-Holland) e situato nella regione della Frisia Occidentale (West-Friesland). Dal punto di vista amministrativo, si tratta di un ex-comune, dal 1979 accorpato alla municipalità di Drechterland.

## Geografia fisica

### Territorio
Westwoud si trova nella parte sud-orientale della regiones della Frisia Occidentale, a pochi chilometri dalla costa che si affaccia sul Markermeer, ad est di Hoorn e a sud di Hoogkarspel.

## Origini del nome
Il toponimo Westwoud, attestato anticamente come Westenwoude (1312), Westen woude (1336), Westwoude (1395), Westewoud (inizio XVI secolo) e West Wout (1665), è formato dai termini west, che significa "ovest", "occidentale", e woud, che corrisponde al termine moderno wold, con cui si indica una foresta paludosa".

## Storia

### Dalle origini ai giorni nostri
La località venne fondata il 2 febbraio 1414 dal duca Willem VI van Beleren, che concesse a Westwoud anche lo status di città.
Circa 80 anni dopo, la località venne divisa in due villaggi distinti, Westwoud e Binnenwijzend.

### Simboli
Nello stemma di Westwoud sono raffigurati un albero con tre uccelli, che rappresentano probabilmente i tre villaggi di Weswoud, Binnenwijzend e Oudijk (gli ultimi due costituiscono delle buurschappen di Westwoud).

## Monumenti e luoghi d'interesse
Wijdenes vanta 12 edifici classificati come rijksmonument.

### Architetture religiose

#### Chiesa di San Martino
Tra i principali edifici religiosi di Westwoud, figura la chiesa di San Martino (Martinuskerk), situata nella Doctor Nuijensstraat e costruita nel 1849 o 1850 su progetto dell'architetto Theo Molkenboer.

#### Chiesa protestante
Sempre nella Doctor Nuijensstraat si trova poi la chiesa protestante (Protestantse Kerk), costruita nel 1875 su progetto dell'architetto A.T. van Wijngaarden.

### Architetture civili

#### Municipio
Sempre nella Doctor Nuijenstraat, segnatamente al nr. 13, si trova poi l'ex-municipio, risalente al 1855.

#### Antiche fattorie
A Westwoudd, si trovano inoltre varie fattorie antiche in stile frisone classificate come rijksmonument.
Lungo la Doctor Nuijenstraat, si trovano la Martha Hoeve, situata al nr. 63 e risalente al 1875 ca., una fattoria situata al nr. 102 e risalente all'incirca allo stesso periodo e una fattoria situata al nr. 22 e risalente al 1870.
Nella buurtschap di Oudijk, si trova poi un altro storico edificio del genere, che risale al 1868.

## Società

### Evoluzione demografica
Al censimento del 2020, Wijdenes contava una popolazione pari a 1 806 abitanti.
La popolazione al di sotto dei 16 anni era pari a 323 unità, mentre la popolazione dai 65 anni in su era pari a 355 unità.
La località ha conosciuto un lieve decremento demografico a partire dal 2018, quando contava 1 821 abitanti. In precedenza, aveva conosciuto un progressivo incremento demografico a partire dal 2014, quando contava 1 721 abitanti.

## Geografia antropica

### Suddivisioni amministrative
Buurtschappen:
- Binnenwijzend
- Oudijk
- Zittend (in gran parte)